# Сан Уакин (окръг)
Сан Уакин (на испански: San Joaquin) е окръг в Калифорния. Окръжният му център е град Стоктън. Окръг Сан Уакин се намира в Централната калифорнийска долина.

## География
Окръг Сан Уакин е с обща площ от 3694 кв. км. (1426 кв.мили).

## Население
Окръг Сан Уакин е с население от 563 598 души. (2000)

## История
Сан Уакин е един от основополагащите окръзи на Калифорния основан 1850 г., когато Калифорния е приета за щат на САЩ.

## Градове
- Стоктън
- Трейси

## Други населени места
- Кенеди
- Линдън
- Линкълн Вилидж
- Морада
- Фармингтън